# Diecezja santoryńska
Diecezja santoryńska – diecezja rzymskokatolicka w Grecji, istnieje od 1204. Od 2025 diecezja nie ma biskupa, urząd administratora apostolskiego pełni emerytowany arcybiskup Aten Sewastianos Rosolatos.

## Ordynariusze
- Bp Petros Stefanou (2014 – 2025)
- Bp Frangiskos Papamanolis, O.F.M. Cap. (1974 – 2014)
- Bp Georgios Xenopoulos, S.J. (1947 – 1974)
- Abp Markos Sigalas (Administrator 1946 – 1947)
- Bp Timotheos Georgios Raymoundos, O.F.M. Cap. (1932 – 1945)
- Bp Michele Camilleri (1907 – 1931)
- Bp Antonio Galibert (1879 – ?)
- Bp Fedele Abati, O.F.M. (1873 – 1879)
- Abp Lorenzo Bergeretti (1856 – 1862)
- Bp Niccola Adolfo Marinelli (1848 – 1856)
- Bp Caspar Delenda (1815 – 1825)